# Bucciali

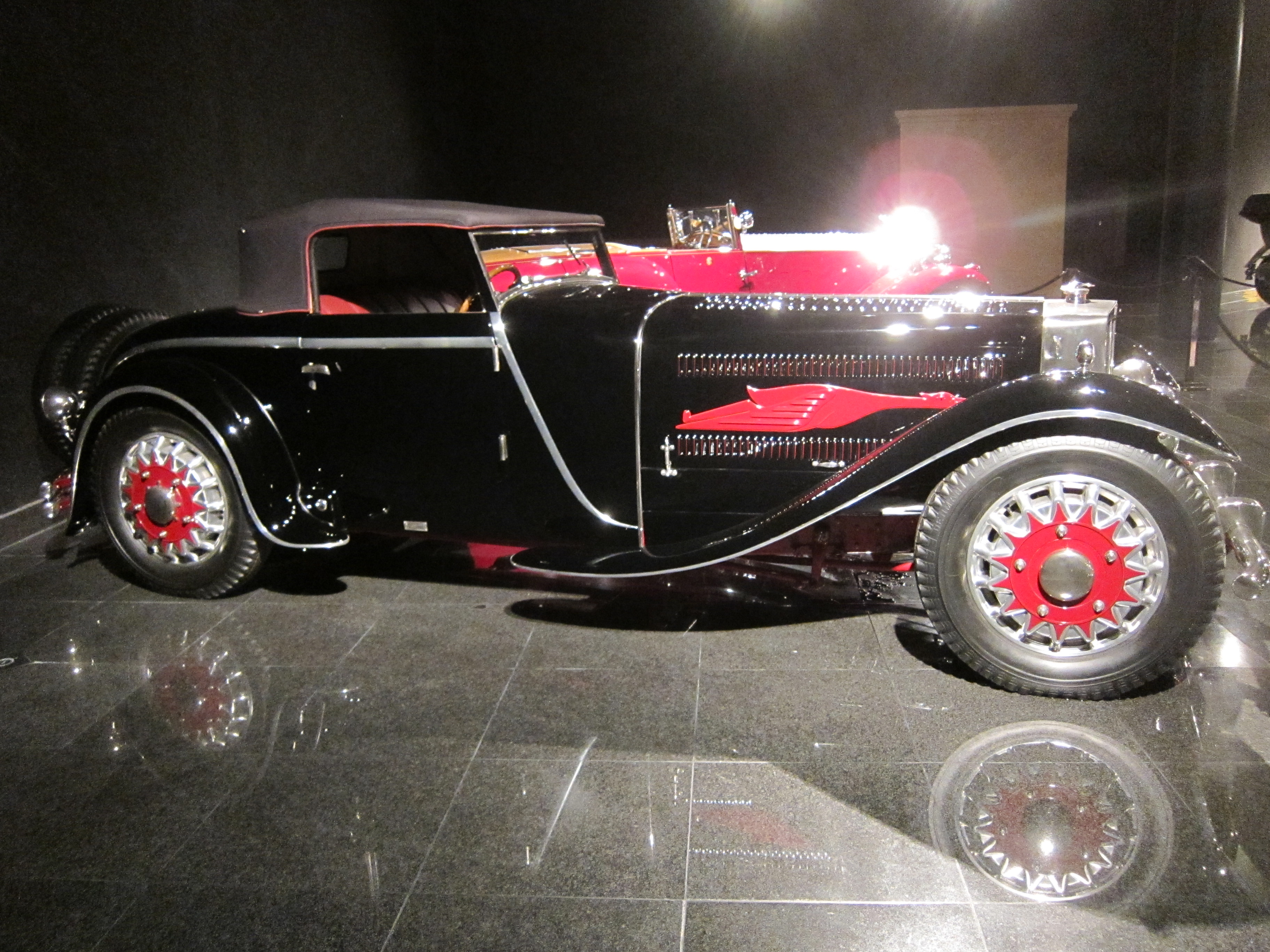
Bucciali TAV 8 (1930)
Blackhawk Automobile Museum.

Bucciali est une marque automobile française fondée en 1922 à Courbevoie par les frères Angelo et Paul-Albert Bucciali (fils de l'organiste et compositeur Joseph Bucciali) qui se démarquait par son audace technique.
Jusqu'en 1933, Bucciali a créé de très gros modèles à moteur Continental ou Lycoming à six, huit et seize cylindres toutes des tractions. D'où les appellations TAV 6, TAV 8, TAV 16 (ou Double Huit), TAV 30... pour les quelques exemplaires fabriqués.
Au Salon de Paris 1931, la marque présente une spectaculaire berline surbaissée TAV 8-32 (ou TAV 12) produite par Saoutchik et équipée d'un moteur V12 Voisin. 
En 1933, les frères Bucciali font le projet d'une petite sportive à quatre roues motrices animée par un huit cylindres suralimenté, dans le but de participer aux 24 Heures du Mans, mais le manque de moyens et la crise des années 1930 y mettent fin, et l'usine ferme ses portes.
Peu de modèles ont été construits et seuls quatre auraient survécu.